# Liga Desafío de la AFC
La Liga Desafío de la AFC (en inglés; AFC Challenge League) es una competición internacional anual organizada por la Confederación Asiática de Fútbol (AFC). Es la tercera competición de mayor prestigio del continente asiático.
El campeón de esta competición se asegura un cupo directo a la fase de grupos de la siguiente edición de la Liga de Campeones 2 de la AFC si aún no se ha clasificado gracias al rendimiento en su liga nacional.

## Historial
| Temporada | Campeón | Resultado            | Subcampeón     |
| --------- | ------- | -------------------- | -------------- |
| 2024-25   | Arkadag | 1-1 (pro.) / (1 - 0) | PKR Svay Rieng |

## Palmarés
| Equipo         | Títulos | Subtítulos | Años campeonatos | Años subcampeonatos |
| -------------- | ------- | ---------- | ---------------- | ------------------- |
| Arkadag        | 1       | -          | 2025             | -                   |
| PKR Svay Rieng | -       | 1          | -                | 2025                |

### Títulos por pais
| Pais         | Títulos | Subtítulos | Clubes campeones |
| ------------ | ------- | ---------- | ---------------- |
| Turkmenistán | 1       |            | Arkadag(1)       |
| Camboya      | 0       | 1          |                  |